# Invincible Shield
Invincible Shield è il diciannovesimo album in studio del gruppo musicale britannico Judas Priest, uscito l'8 marzo 2024. Il disco è stato prodotto da Andy Sneap e pubblicato, tramite la Columbia Records, dalla Sony Music.

## Tracce
1. Panic Attack – 5:25
2. The Serpent and the King – 4:19
3. Invincible Shield – 6:21
4. Devil in Disguise – 4:44
5. Gates of Hell – 4:37
6. Crown of Horns – 5:45
7. As God Is My Witness – 4:35
8. Trial by Fire – 4:21
9. Escape from Reality – 4:24
10. Sons of Thunder – 2:58
11. Giants in the Sky – 5:03

Tracce edizione deluxe
1. Fight of Your Life – 4:19
2. Vicious Circle – 3:01
3. The Lodger – 3:52

## Formazione
Gruppo
- Rob Halford – voce
- Glenn Tipton – chitarra
- Richie Faulkner – chitarra
- Ian Hill – basso
- Scott Travis – batteria